# Xantolis parvifolia
Xantolis parvifolia är en tvåhjärtbladig växtart som först beskrevs av A.Dc., och fick sitt nu gällande namn av Pieter van Royen. Xantolis parvifolia ingår i släktet Xantolis och familjen Sapotaceae. Inga underarter finns listade i Catalogue of Life.